# Nothing Really Matters
„Nothing Really Matters“ е песен на американската певица Мадона за седмия ѝ студиен албум Ray of Light (1998). Тя е написана от Мадона и Патрик Леонард, и е продуцирана от Мадона, Уилям Орбит и Мариус ДеВрийс. Песента е петият и последен сингъл от албума и излиза на от 2 март 1999 г. под лиценза на Маверик и Уорнър Брадърс. Песента е електроденс, като тук Мадона експериментира с различни музикални жанрове, „Nothing Really Matters“ включва т.нар. атмосферна музика (ембиент), както и различни електронни звуци, добавени от ДеВрийс. Що се отнася до лириката, записът изследва теми като егоизъм, любов и майчинство. Песента е вдъхновена от появата на първата дъщеря на певицата(Лурдес Леон), която е родена през 1996 г. 
Музикалното видео към песента е режисирано от шведски режисьор Йохан Ренк (Познат и като изпълнител – Stakka Bo), и е пуснато в ефир на 13 февруари 1999 г. То е вдъхновено от романът Мемоарите на една гейша от Артър Голдън 1997, видео изобразява Мадона като танцуваща гейша. Червеното кимоно, носено от певицата във видеото е изработено от френския моден дизайнер Жан-Пол Готие. На 41-вите годишни награди „Грами“ Мадона прави изпълнението си, облечена с кимоното от клипа.  